# Alfred Collin

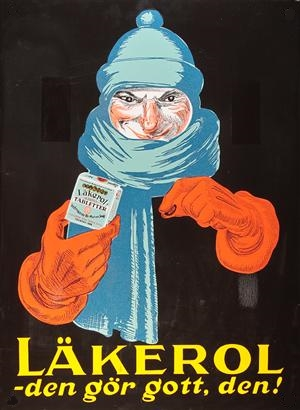
Läkerols clowngubbe tolkad av Alfred Collin.

Erik Alfred Collin, född 22 oktober 1880 i Falun, död 7 januari 1944 i Mälarhöjden, var en svensk konstnär.
Collin växte upp i bland annat Sundsvall och Säffle. Som konstnär var han autodidakt. Hans mest spridda verk är den klassiska reklamaffischen Clowngubben som han utförde för Läkerol 1926. Hans konst består av marinmotiv från norra Norge samt figurtavlor med fiskare och hamnpersonal. Collin är representerad vid Göteborgs konsthall, Gullholmens konstmuseum och i Charlotta Gottliebs samlingar. Han är gravsatt i Högalids kolumbarium i Stockholm.